# Theodor Fliedner
Theodor Fliedner (Eppstein, 21 gennaio 1800 – Kaiserswerth, 4 ottobre 1864) è stato un pastore protestante tedesco, riformatore sociale e fondatore della Kaiserswerther Diakonie (Diaconia di Kaiserswerth).
Insieme alla sua prima ed alla sua seconda moglie, rispettivamente Friederike Münster e Caroline Bertheau, ha reintrodotto la funzione apostolica del diacono. Il suo lavoro nella cura dei malati fu pionieristico per Florence Nightingale, la quale nell'anno 1850 trascorse alcuni mesi nel suo centro a Kaiserswerth.

## Biografia

### Infanzia e gioventù

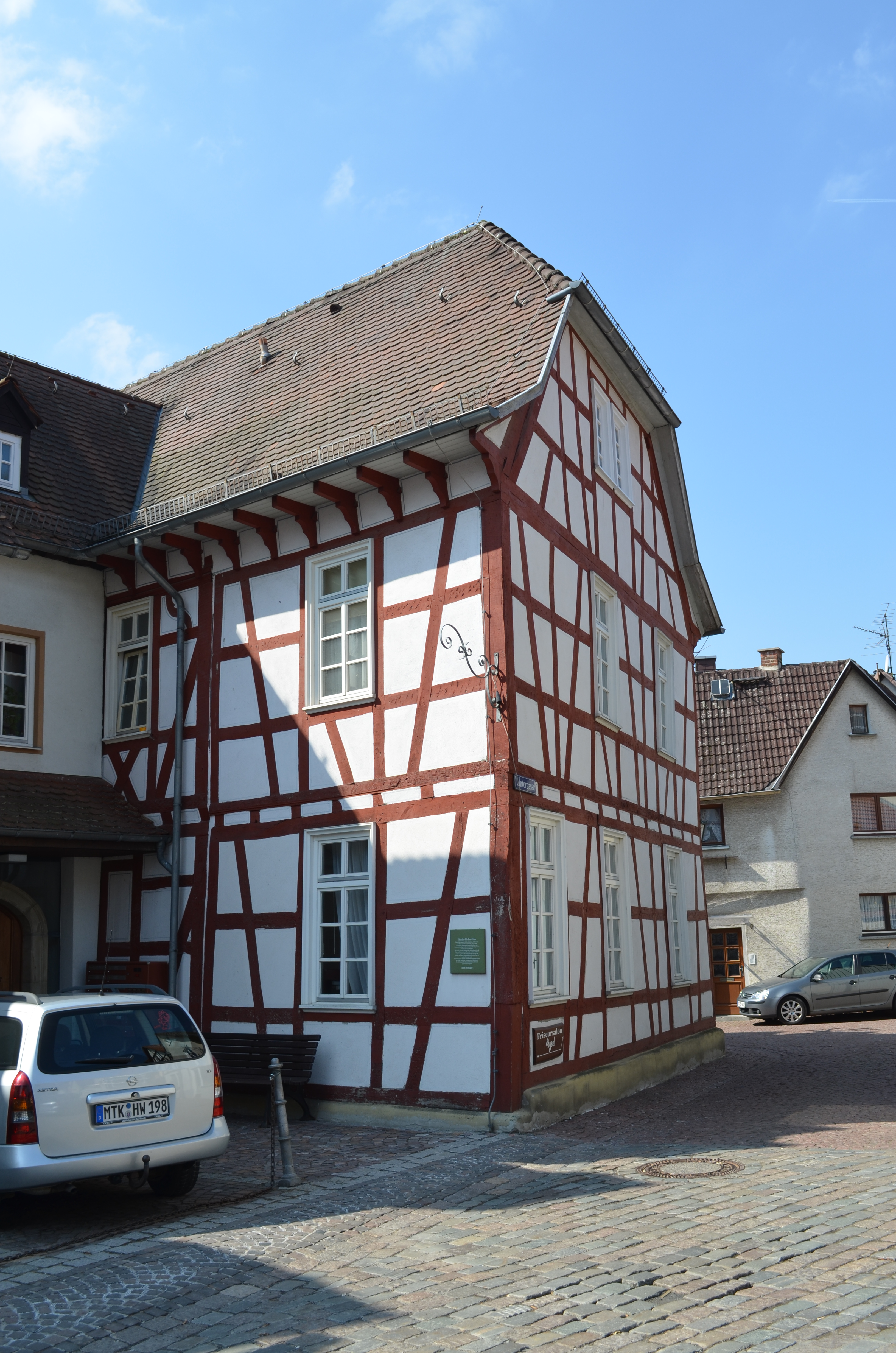
Casa natale di Theodor Fliedner a Eppstein, Untergasse 23

Fliedner nacque nell'anno 1800, uno di dieci figli del pastore Jakob Ludwig Fliedner e la moglie Henriette. Oltre a frequentare la scuola, ricevette un'istruzione, insieme ai fratelli, da parte dei suoi genitori ed espresse precocemente il desiderio di diventare anch'egli pastore. Il padre morì quando Fliedner aveva tredici anni, ma sua madre ed amici di famiglia gli permisero di proseguire il ginnasio. Nel 1817 Fliedner studiò teologia protestante, insieme al fratello, presso l'università di Gießen, grazie ad una borsa di studio. Durante il suo corso di studi, nel 1818 aderì all'associazione studentesca di Gießen chiamata Germania. Successivamente si trasferì a Gottinga e terminò gli studi nel 1820 presso il seminario per predicatori di Herborn.

### Attività ed impegno professionale
Nel 1822 Fliedner divenne pastore a Kaiserswerth presso Düsseldorf. I membri della sua comunità facevano parte di una minoranza, pesantemente colpita da povertà e disoccupazione, in un contesto cattolico. Fliedner cercò di far avere alla propria povera comunità i fondi per una chiesa, una scuola e l'assistenza. Innanzitutto cercò sostegno presso le abbienti comunità vicine, successivamente raggiunse, in più occasioni, i centri del risveglio spirituale nei Paesi Bassi ed in Inghilterra, per raccogliere offerte. In Inghilterra, incontrò Elizabeth Fry, impegnata nell'assistenza ai carcerati, la cui opera esercitò una profonda influenza su di lui.
Nel 1826, Fliedner fondò la „Rheinisch-Westfälische Gefängnisgesellschaft“ (società per le carceri della Renania-Palatinato) e s'impegnò per riforme volte a migliorare le condizioni di vita dei detenuti e - collaborando con il cappellano cattolico delle carceri Friedrich Gerst – per misure di risocializzazione. Su suo impulso, sorse un servizio di cura d'anime ecumenico. Nel settembre del 1833, grazie al denaro delle offerte, fondò un asilo per ex detenute, alla cui direzione nominò Friederike Münster, che aveva sposato nel 1828 ad Oberbiel (oggi circoscrizione di Solms presso Wetzlar). La donna svolse un ruolo essenziale per l'ampliamento e lo sviluppo dei suoi progetti. Da lei Fliedner ebbe complessivamente undici figli, dei quali otto morirono in tenera età.
Al fine di migliorare la pessima situazione scolastica di bambini e giovani e così prevenire la caduta nel crimine, istituì nel 1835 una scuola di maglieria, nel 1836 una scuola materna ed una scuola di formazione di insegnanti della scuola materna. Fliedner la chiamò Lehr-und Erziehungsdiakonie (diaconia di insegnamento ed educazione) e già nel 1837 si propose di cooperare per "la cura e l'educazione dei bambini con saggezza cristiana ed amore, come una delle questioni più importanti per l'intera popolazione".

Le catastrofiche condizioni degli ospedali, nei quali operavano prevalentemente persone senza formazione infermieristica ed i malati erano in gran parte abbandonati a loro stessi, spinsero Fliedner, il 13 ottobre 1836, a fondare un "Istituto di formazione per operatrici sanitarie evangeliche", che si preoccupasse di un miglioramento delle condizioni sanitarie dei pazienti e, in qualità di primo istituto di diaconesse evangeliche, amministrasse l'ospedale successivamente costituito.
Modello dell'opera diaconale delle "Gemeindeschwestern" (sorelle della comunità) per Fliedner fu Febe, salutata dall'apostolo Paolo nell'ultimo capitolo della sua Lettera ai Romani (16,1). Egli intendeva le diaconesse come al servizio di Gesù, dei malati e le une delle altre. Per difendere da attacchi le diaconesse e sottolinearne la professionalità, Fliedner le dotò di una rispettabile uniforme e stabilì direttive che strutturavano e regolamentavano lo svolgimento della loro giornata. Nel 1838 vennero mandate in altre regioni le prime diaconesse, sicché sorsero ulteriori case diaconali a Rheydt, a Francoforte sul Meno e a Kirchheim. Fino alla sua morte nell'anno 1842, Friederike Fliedner diresse l'istituto diaconale e la casa madre di Kaiserswerth.
Le condizioni di vita delle donne ed anche la motivazione di giovani donne ad intraprendere un lavoro autonomo nel contesto dell'amore per il prossimo rappresentavano una preoccupazione essenziale per Fliedner. Sotto la sua egida sorsero nel 1841, un istituto di formazione per insegnanti, così come nel 1842 un orfanotrofio per bambine dei ceti medi. Nel 1842 Fliedner acquistò la casa al numero 16 di Wallstraße (oggi in Fliednerstraße), e vi istituì l'amministrazione della diaconia. Nel 1844 acquistò la casa al numero 20, temporaneamente residenza pastorale, nella quale infine morì. Oggi vi ha sede il cosiddetto Fliednerhof (casa Fliedner).
Fliedner sposò nel 1843 Caroline Bertheau, la quale si impegnò fortemente a fianco del marito. Nel 1844 sorse l'istituto per gli ausili pastorali ed i diaconi, da cui deriva l'attuale Theodor Fliedner Stiftung (fondazione Theodor Fliedner). Nell'anno 1849, Fliedner si dimise dal suo incarico di pastore, per potersi consacrare ancora di più alla sua opera, in particolare, per raccogliere le offerte necessarie all'attività cui aveva dedicato la sua vita. Nel 1846, egli accompagnò le prime diaconesse in un ospedale in Inghilterra. Nel 1849 si recò in Nord America, con una delegazione di quattro infermiere, che su richiesta del pastore luterano William Alfred Passavant, dovevano iniziare a lavorare nell'Ospedale di Pittsburgh, chiamato poi Passavant Hospital, attualmente assorbito dal centro medico dell'Università di Pittsburgh. Nell'anno 1851, egli poté accompagnare delle infermiere a Gerusalemme, ove egli aprì il collegio femminile Talitha Kumi (dalle parole pronunciate da Gesù per risuscitare una bambina morta). Nel 1852 fondò a Kaiserswerth una casa di cura per donne afflitte da disturbi mentali.
Tre anni prima della sua morte, Fliedner, minato nel fisico da un viaggio in Egitto, festeggiò il venticinquesimo anniversario dell'opera diaconale. All'epoca, detta opera comprendeva 83 filiali all'estero e 26 case autonome (case madri delle diaconesse).
Il figlio nato dal primo matrimonio, Georg Fliedner (1840–1916), scrisse la biografia di suo padre. Uno dei figli dal secondo matrimonio, Fritz Fliedner (1845–1901), operò come teologo a Madrid.

## Opere e letteratura di Fliedner

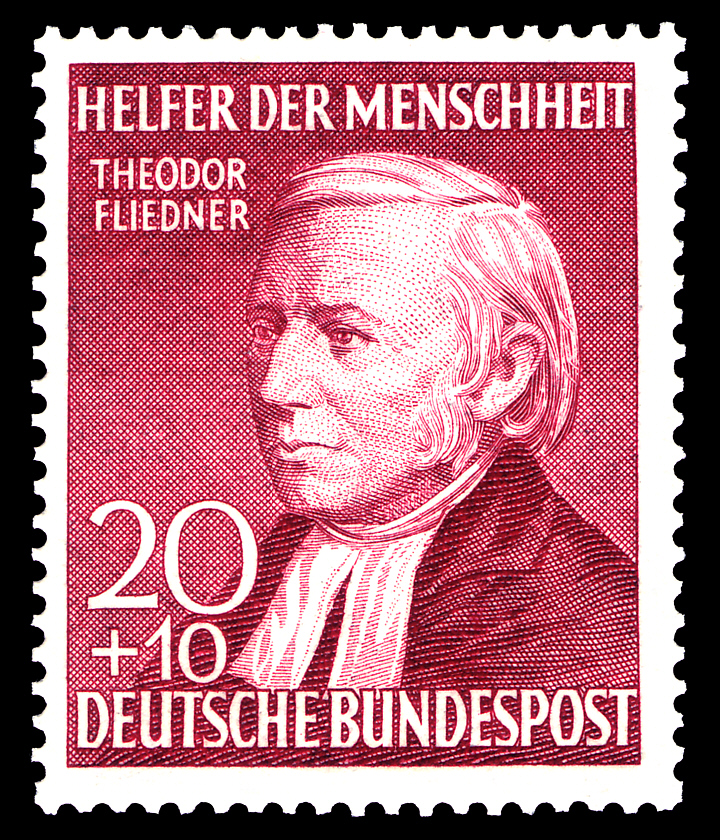
Francobollo (1952) della serie Helfer der Menschheit (Aiuti dell'Umanità)

- Kollektenreise nach Holland und England, 2 Bände; 1831
- Ein Herr, ein Glaube: Sammlung evangelischer Predigten aus dreißig verschiedenen Ländern in und außer Deutschland... Steinhaus, Barmen 1837 Template:ULBDD
- Kurze Geschichte der Entstehung der ersten evangelischen Liebesanstalten in Kaiserswerth; 1856
- Liederbuch für Kleinkinderschulen; 1842
- Kaiserswerther Volkskalender; ab 1842
- Armen- und Krankenfreund; ab 1849
- Buch der Märtyrer und anderer Glaubenszeugen der evangelischen Kirche, 4 Bände; 1850 ff.
- Schul-Bilderbibel, in 30 Bildern Alten und neuen Testaments. Hrsg. von Theodor Fliedner; Düsseldorf: Arnz, 1843.  Edizione digitalizzata, su nbn-resolving.de. della Universitäts- und Landesbibliothek Düsseldorf

## Giorni commemorativi
- Chiesa evangelica tedesca: 5 ottobre nel Calendario dei nomi evangelici
- Evangelical Lutheran Church in America: 4 ottobre[3]